# Krušev Do
Krušev Do je naselje u općini Srebrenica, Republika Srpska, BiH.

## Stanovništvo
Nacionalni sastav stanovništva 1991. godine, bio je sljedeći:
ukupno: 408
- Bošnjaci - 407
- ostali, neopredijeljeni i nepoznato - 1